# Nicolas Colsaerts
Nicolas Colsaerts (Schaarbeek (Brussel), 14 november 1982) is een Belgische golfprofessional.

## Amateur
Voordat hij 18 jaar werd, won Colaerts veel en speelde hij namens België een aantal buitenlandse wedstrijden. In 1998 en 1999 won hij het Jeugd Open op Noord-Brabantsche GC Toxandria in Nederland. In zijn amateurtijd heeft Nicolas Colsaerts handicap +5 gehad.

### Gewonnen

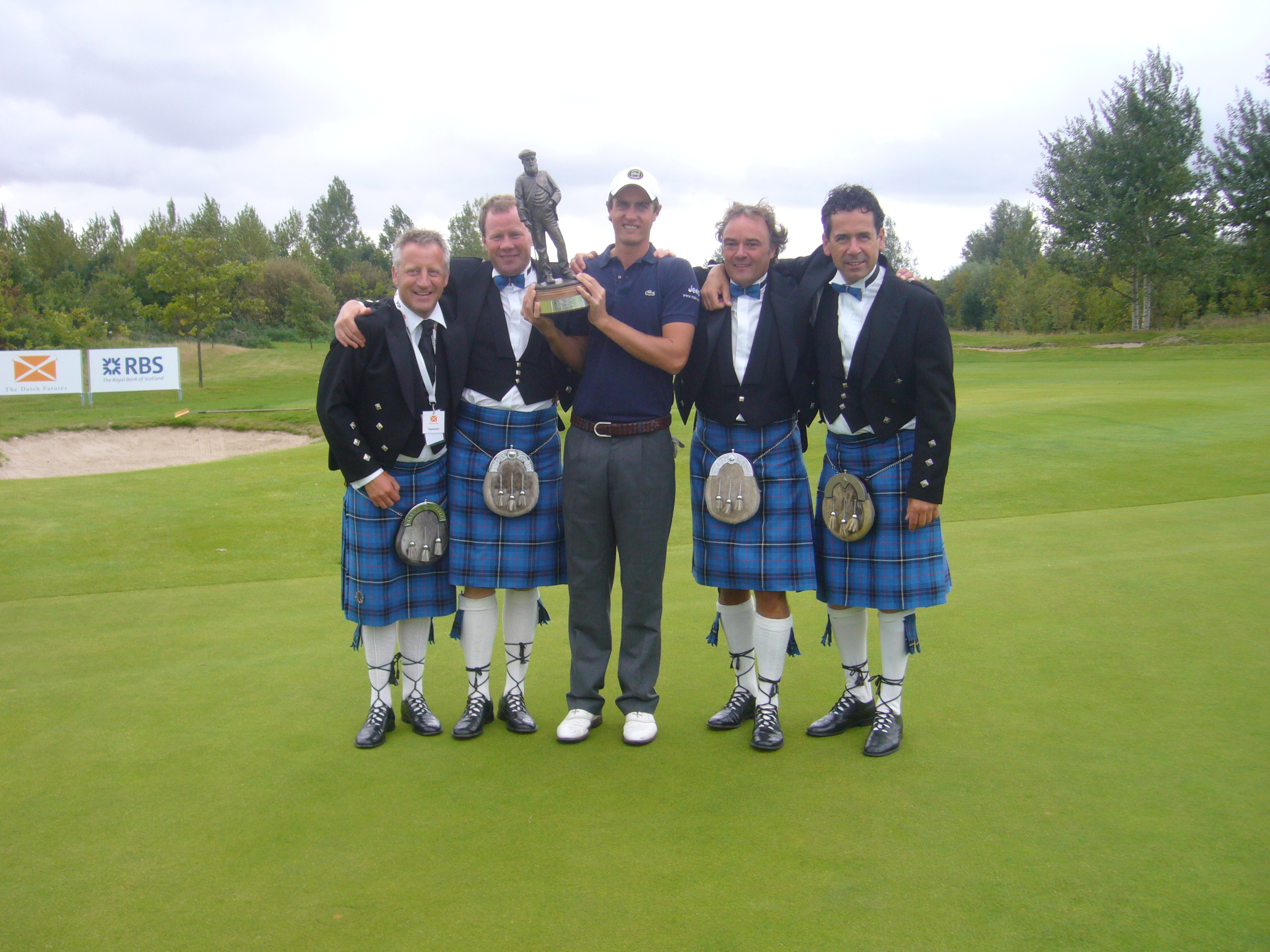
Dutch Junior International 1998

- 1996: NK Jeugd (onder 14 jaar), British Junior Open (netto en bruto), Chipie Juniors International in Parijs (tot 15 jaar)
- 1997: Jessie Goovaert Challenge (Ternesse), Junior Committee Competition (Waterloo), Nations Cup, Belgisch International Junior , Pierre Huylebroeck Challenge (Mont-Garni), Chabeau Challenge (Juniors rangorde), Duvivier Challenge (Heren rangorde)
- 1998: Mercedes-Air France Amateur (La Réunion), Nations Cup Junior Internationals of Spain, Dutch Junior International (Toxandria), Pierre Huylebroeck Challenge (Rinkven), Duvivier Challenge (Heren rangorde)
- 1999: Dutch Junior International (Toxandria)
- 2000: World Travel Open (PGA of Belgium), French Boys (winnaar kwalificatie en toernooi), NK Matchplay, NK Strokeplay (incl. baanrecord van 65 op Spa, Waterloo clubkampioen, Canon U21 op Royal St Georges

### Teams
- Jacques Leglise Trophy: 2000

## Professional
Net voor zijn 18de verjaardag werd hij professional en ging hij naar de Tour School.
In 2002 ging het niet goed op de Europese Tour, maar hij haalde top-10 plaatsen op de Challenge Tour bij het Clearstream International Luxembourg Open, het Open des Volcans, de Talma Finnish Challenge, de Rolex Trophy, bij de Telia Grand Prix en de Challenge Tour Grand Final. Daardoor eindigde in de Top-10 op de Challenge Tour, waardoor hij in 2003 weer op de grote Tour mocht spelen.
In 2003 werd hij 5de bij de Trophée Lancôme. In 2004 kwalificeerde hij zich voor het Brits Open maar miste de cut. In 2005 haalde hij zijn grootste cheque binnen toen hij 2de werd bij het Johnnie Walker Championship. Zijn resultaten waren wisselvallig totdat hij in 2009 twee Challenge Tour evenementen won, waaronder de Dutch Futures op Houtrak. De overwinning op Houtrak stelde zijn deelname aan de Europese PGA Tour in 2010 zeker.
In 2011 won hij voor het eerst een groot toernooi op de Europese PGA Tour door op 24 april het Volvo China Open op zijn naam te zetten. Hij was de eerste Belg in 37 jaar die een toernooi op de Europese Tour won, de vorige was Philippe Toussaint, die in 1974 de Benson & Hedges International Open won.

Op 29 april bood de Belgische PGA hem uit waardering een erelidmaatschap van de PGA aan. In 2011 kwalificeerde hij zich op een kwalificatietoernooi in Engeland voor het US Open. Doordat hij van een scooter viel, kon hij echter een week later niet aan het Brits Open meedoen en werd hij vervangen door Ricky Barnes.
In 2012 won hij het wereldkampioenschap matchplay, waarin hij onder andere Paul Lawrie en Graeme McDowell versloeg. Dankzij deze zege en enkele andere ereplaatsen (waaronder een 7e plaats in het Britse Open en een tweede plaats in het China Open) kreeg hij een wildcard voor het Europese Ryder Cup 2012-team. Colsaerts was de eerste Belg die aan deze competitie mocht deelnemen. Op de vrijdag won hij de four-ball met Lee Westwood tegen Tiger Woods en Steve Stricker doordat hij acht birdies en een eagle maakte. Achteraf was dat een cruciaal punt voor het Europese team.

In 2012 won hij het WK Matchplay en speelde hij regelmatig op de Amerikaanse PGA Tour, waar zijn beste resultaat een 7de plaats was in het Wyndham Championship.
Sinds 2010 is Brian Nilsson, een Australiër die vroeger zelf op de Australische Tour speelde, zijn caddie.
In oktober 2014 was Colsaerts tijdens de Portugal Masters de negentiende speler op de Europese Tour die een ronde van 60 maakte.
In oktober 2019 won Colsaerts na 7 jaar opnieuw op de Tour. Hij won de Amundi Open de France met een score van 12 onder par. Hij hield stand op de laatste dag na de leiding te hebben genomen de vrijdag. Met deze overwinning verzekerde hij zich ook van zijn tourkaart voor 2020.

### Palmares

#### Nationaal
- 2003: Omnium
- 2009: 8ste bij de Telenet Trophy met 73-67-72-69.

#### Alps Tour
- 2005: Open International de Bordeaux
- 2010: Mauritius Golf Masters (207, -9)

#### Challenge Tour
- 2009: SK Finnish Challenge op Linna Golf Club, Dutch Futures op Houtrak.

#### European PGA Tour
- 2011: Volvo China Open

- 2019: Amundi Open de France

#### WK Matchplay
- 2011: Finalist WK Matchplay
- 2012: WK Matchplay

#### Majors
- 2012: 7de plaats  British Open

### Teams
- Vivendi Trophy (namens continentaal Europa): 2011, 2013
- Seve Trophy: 2011, 2013
- World Cup: 2011, 2013
- Ryder Cup: 2012

## Privé
Sinds januari 2022 ligt Colsaerts in het Mediclinic Parkview Hospital in Dubai voor behandeling tegen de zeldzame nierziekte "primary membranous nephropathy" waarbij zijn lichaam eigenlijk zijn nieren aanvalt en dat zorgt onder andere voor ernstig verlies van proteïnen.

## Trivia
Zijn overgrootvader vertegenwoordigde België op de Olympische Spelen van 1920 in basketbal en waterpolo.